# II. Sigebert frank király
II. Sigebert (601/602 k. – 613. október 10.) frank király Austrasiában és Burgundiában 613-ban.
II. Theuderich fiaként született, és édesapja utódaként csupán néhány hétig uralkodott, mielőtt dédanyjával, Brünhildával ellenséges austrasiai főurak a metzi Arnulf és I. Pippin majordomus vezetésével letaszították a trónról, és II. Chlothar uralma alatt újra egyesítették a frank területeket. Chlothar Brünhildát és Sigebertet is megölette egyik öccsével együtt, a másiknak megkegyelmezett, mert keresztfia volt. A kegyetlen király ezek után Brünhilda rovására írta (sok más ember mellett) Sigebert halálát is, akiket ott, akkor, ő öletett meg.